# 吳宗達
吳宗達（1572年—1636年），字上于，號青門，南直隸常州府武進縣民籍，宜興縣北渠里人，明朝政治人物。

## 生平
萬曆二十八年（1600年）庚子科應天鄉試舉人，三十二年（1604年）甲辰科一甲第三名進士（探花）。授翰林院編修，四十三年（1615年）升右春坊右中允，天啟元年（1621年）升右庶子，同年升國子監祭酒，二年（1622年）升禮部右侍郎，崇禎三年（1630年）升禮部尚書兼東閣大學士，十一月改文淵閣大學士，加少保兼太子太保，五年（1632年）二月升戶部尚書兼武英殿大學士，六年（1633年）十二月升吏部尚書兼中極殿大學士，加少傅兼太子太傅，七年（1634年）二月加少師，八年（1635年）五月致仕歸里，九年（1636年）卒，贈太傅，諡文端。著有《渙亭存稿》。

## 評價
吳宗達與溫體仁、王應熊等人被譏為：“內閣翻成妓館，烏龜、王八、篾片，總是遭瘟。”

## 家族
曾祖吳禮，封南京戶部主事；祖父吳性，嘉靖十四年進士，尚寶司丞；伯父吳可行，嘉靖三十二年進士，翰林院檢討；吳中行，隆慶五年進士，翰林院侍講學士；吳尚行。父吳同行。

### 引用
1. ↑  治《詩經》，年三十三中式萬曆三十二年甲辰科第一甲第三名進士。曾祖禮，封南京戶部主事；祖性，乙未進士，尚寶司丞；父同行。兄宗儀，甲午舉人，同知；亮，辛丑進士，御史；宗因，辛卯舉人，推官；宗奎，辛卯舉人；玄，戊戌進士，副使；宗兗，庚子舉人。弟奕，庚戌進士，知縣；亶，癸卯舉人。自設科以來，未有前科進士次科登鼎甲者，有之，自宗達始，至庚戌科馬之騏而二矣。
2. ↑  《明史·卷229》：子亮、元，從子宗達。亮官御史，坐累貶官，終大理少卿。元，江西布政使。宗達，少傅、中極殿大學士。亮尚志節，與顧憲成諸人善。而元深疾東林，所輯吾徵錄，詆毀不遺力。兄弟異趣如此。
3. ↑  清·文秉，《烈皇小識》（卷4）：“溫體仁，烏程籍，歸安人。王應熊，巴縣人。同惡相濟。吳宗達奉行兩人意旨，毫無短長，時目為“篾片。”適禮部尚書黃士俊，丁未狀元；左右侍郎孔貞運、陳子壯，己未榜眼、探花。京師為之語曰：“禮部重開天榜，狀元、榜眼、探花，有些惶恐（黃孔）”；“內閣翻成妓館，烏歸、王巴、篾片，總是遭瘟（溫）。”一時傳以為笑。”

## 備註
1. ↑  烏龜指的是溫體仁的籍貫，溫體仁為烏程籍，歸安人。
2. ↑  王八指的是王應熊的籍貫，王應熊為巴縣人。
3. ↑  一名忽板，為妓院供嫖客勃起之物，通常遞給嫖客篾片的人，不是跟班就是小廝，到後來這些人也被統稱為篾片。意指嘲笑吳宗達毫無主見，只會一味的附和溫體仁、王應熊兩人的吩咐辦事，與在妓院裡遞蔑片的那些跟班、小廝無異。
4. ↑  瘟意指溫體仁。

### 書目
- 《皇明三元考》